# Juacas - I ragazzi del surf
Juacas - I ragazzi del surf (Juacas) è una serie televisiva brasiliana in collaborazione con Disney Channel America Latina. La prima stagione è andata in onda contemporaneamente in Brasile, America Latina e Italia a partire dal 3 luglio 2017.
Nel gennaio del 2018 la serie è stata rinnovata per una seconda stagione che ha debuttato in Brasile il 22 aprile 2019. In Italia è inedita.
In Brasile e America Latina la serie viene trasmessa anche su Disney XD.

## Trama
Rafa è un giovane ragazzo brasiliano che sogna di diventare un surfista. Il padre, dal canto suo, non vuole più che lui segua questa sua passione e lo iscrive all'università di Cambridge, a Londra. Rafa, però, scappa ad Itacaré dove ogni anno si tiene il CAOSS, l'attessisimo Campionato Annuale di Onda Super Surf. Il ragazzo dovrà però crearsi la propria squadra, e ad aiutarlo saranno Billy e Jojó. Formata la squadra, i ragazzi si iscriveranno alla gara e dovranno allenarsi duramente con il leggendario surfista Juaca. Ad ostacolare il gruppo saranno gli invidiosi Red Sharks e le bellissime Sirenas, anche loro pronti a seguire il loro sogno.

## Produzione
La produzione della serie è cominciata nel marzo del 2016. Le registrazioni si sono tenute nella spiaggia di Itacaré in Brasile.

## Episodi
| Stagione         | Episodi | Prima TV Brasile | Prima TV Italia |
| ---------------- | ------- | ---------------- | --------------- |
| Prima stagione   | 26      | 2017             | 2017            |
| Seconda stagione | 26      | 2019             | Inedita         |